# Callogobius williamsi
Callogobius williamsi là một loài cá biển thuộc chi Callogobius trong họ Cá bống trắng. Loài này được mô tả lần đầu tiên vào năm 2023.

## Từ nguyên
Từ định danh williamsi đặt theo tên của Tiến sĩ Jeffrey Williams, người đã thu thập mẫu định danh của loài cá này.

## Phân bố
C. williamsi mới chỉ được biết đến ở quần đảo Marquises, được thu thập ở độ sâu đến ít nhất là 30 m.

## Mô tả
Chiều dài chuẩn lớn nhất được ghi nhận ở C. williamsi là 3,3 cm.
Số gai vây lưng: 7; Số tia vây lưng: 9; Số gai vây hậu môn: 1; Số tia vây hậu môn: 6–7; Số tia vây ngực: 17–19; Số gai vây bụng: 1; Số tia vây bụng: 5.